# Рождественский Майдан

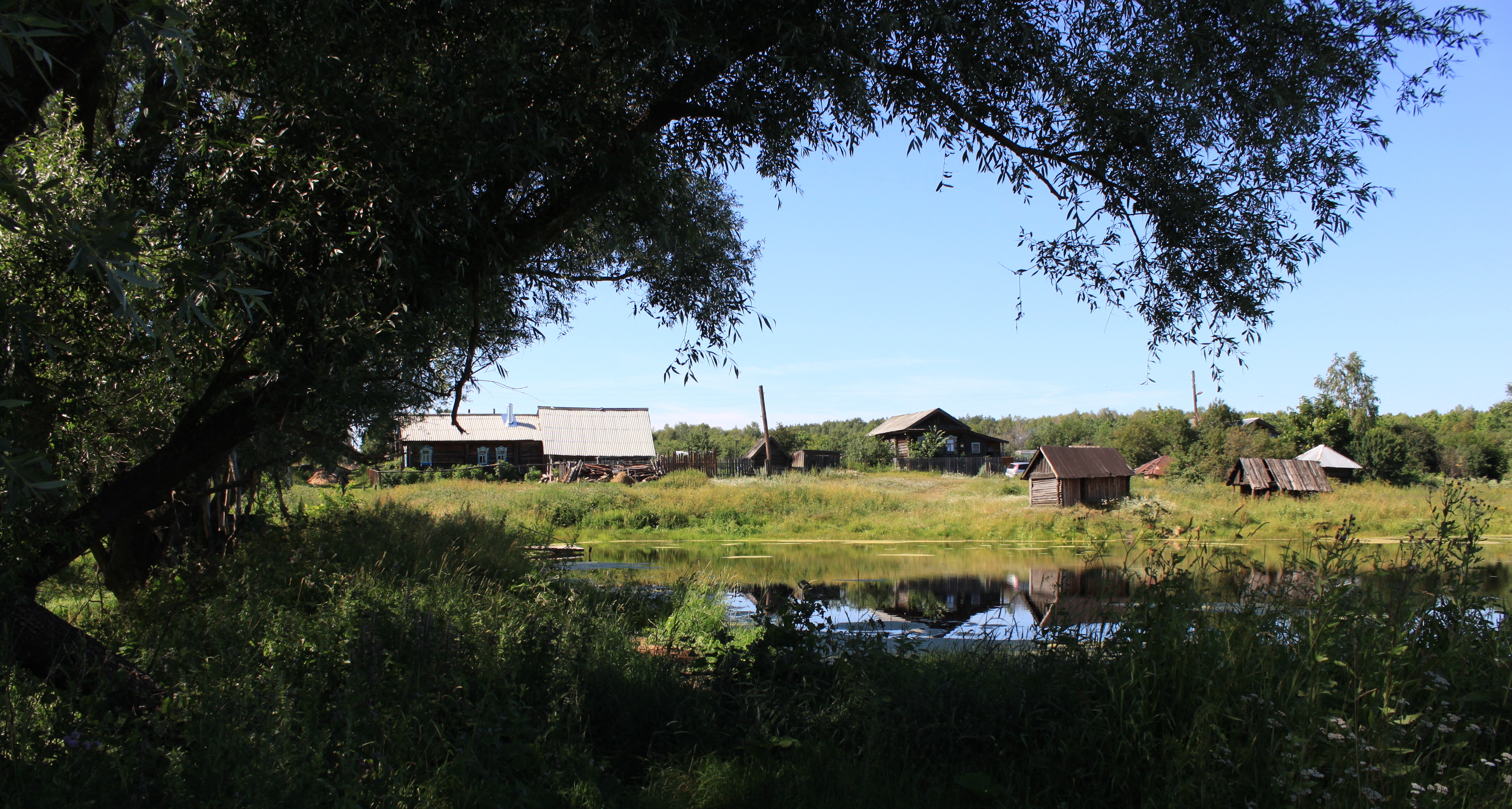
В селе

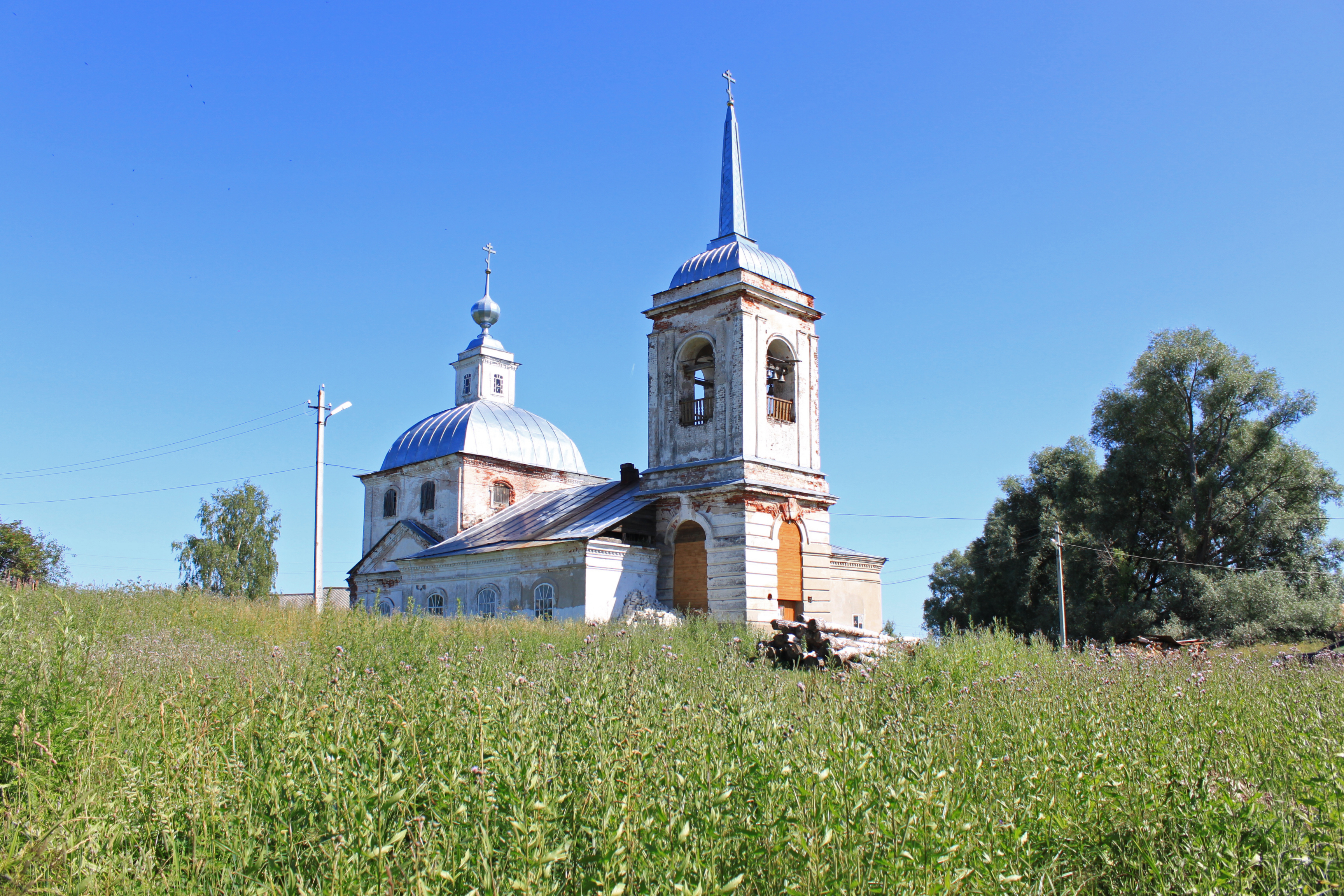
Церковь Рождества Христова

Рожде́ственский Майда́н — село в Арзамасском районе Нижегородской области. Входит в состав Ломовского сельсовета.

## Население
| 1999 | 2002 | 2010 |
| ---- | ---- | ---- |
| 250  | ↘78  | ↘41  |

В настоящее время насчитывает 154 дома, постоянно проживают 43 жителя.

## Церковь
В селе располагается церковь Рождества Христова. Престолы: Рождества Христова, Николая Чудотворца. Год постройки: 1809.

## История
Первое упоминание о селе в Переписной книге Терюшевской волости 7201 года (1693 год от Рождества Христова) «Новый починок, что был Макрашской Майдан, а ныне село Рожественское, а в нём пришлые крестьяне». Первые переселенцы из Суздальского уезда появились на Макрашском майдане в 1686 году. С 1687 года крестьяне села Рожественское становятся крепостными вотчины Царя Имеретинского Арчила. Согласно Атласу Менде, в 1850 году в селе насчитывался 81 двор.
1 февраля 1932 года ВЦИК постановил селение Рождественский майдан передать из Вадского района в состав Дальнеконстантиновского района.